# Mesenholl
Mesenholl ist eine Hofschaft im Wuppertaler Wohnquartier Herbringhausen im Stadtbezirk Langerfeld-Beyenburg.

## Geografie

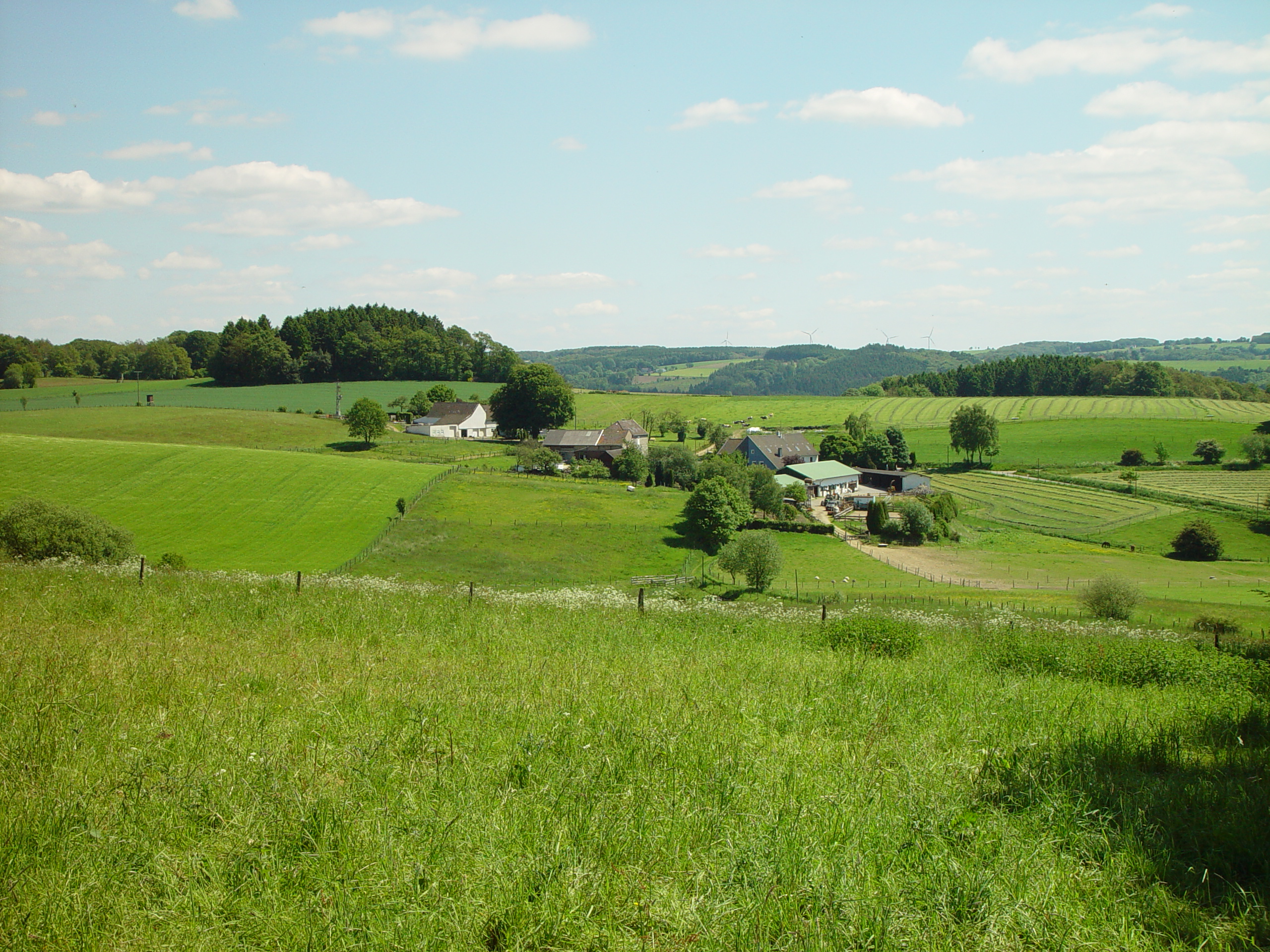
Ansicht von Mesenholl

Die Hofschaft liegt umgeben von hügeligen landwirtschaftlichen Flächen östlich des Tals der Wupper und nördlich des Hardtbachtals auf 302 m ü. NHN an der Stadtgrenze zu Radevormwald. Südwestlich liegt das benachbarte Spieckerheide, westlich Spieckerlinde und  nordwestlich der Weiler Spieckern.

## Geschichte und Etymologie
Wie frühere Schreibweisen belegen, ist Mesenholl eine Ableitung von Meisenholz – also ein Waldgebiet mit einem Vorkommen an Meisen.
Im Mittelalter gehörte das 1336 erstmals als Allod des Stiftes St. Gereon zu Köln erwähnte Mesenholl neben 15 weiteren Höfen zur Honschaft Walbrecken im Kirchspiel Lüttringhausen des Amtes Beyenburg. 1547 wurde der Hof in einer Liste der Hand- und Spanndienste nun als Teil des Hofverbands Mosblech, der ein Allod der bergischen Herzöge war, genannt. Zu dieser Zeit ist eine Wohnstätte belegt. 1715 wird der Weiler auf der Topographia Ducatus Montani als Meisholt bezeichnet.
1815/16 lebten 41 Einwohner im Ort. 1832 war Mesenholl weiterhin Teil der Honschaft Walbrecken, die nun der Bürgermeisterei Lüttringhausen angehörte. Der laut der Statistik und Topographie des Regierungsbezirks Düsseldorf als Weiler bezeichnete Ort besaß zu dieser Zeit sechs Wohnhäuser und vier landwirtschaftliche Gebäude. Zu dieser Zeit lebten 35 Einwohner im Ort, alle evangelischen Glaubens. Im Gemeindelexikon für die Provinz Rheinland von 1888 werden vier Wohnhäuser mit 30 Einwohnern angegeben.
Bis zu einer Wegsperre durch die Besitzer verlief bis zum Anfang des 21. Jahrhunderts der Wuppertaler Rundweg durch die Hofschaft.